# Coma Grau

Coma Grau, respecte del terme d'Abella de la Conca

Coma Grau és una partida rural del terme municipal d'Abella de la Conca, a la comarca del Pallars Jussà, en territori del poble de Bóixols.
Està situada a prop del poble, tot al seu voltant.
Comprèn les parcel·les 177, 180 a 201, 203, 206 a 207, 241 a 242, 244 a 248, 253 i 257 del polígon 3 d'Abella de la Conca, i consta de 18,8322 hectàrees amb zones de pineda apta per a extreure'n fusta, conreus de secà i pastures.